# George John Robert Gordon
George John Robert Gordon (* 4. März 1812 in Maryculter, Aberdeenshire; † 2. Oktober 1902 in Würzburg) war ein britischer Diplomat. Er spielt eine wichtige Rolle in der Kulturgeschichte englischsprachiger Weihnachtslieder (Carols).

## Leben

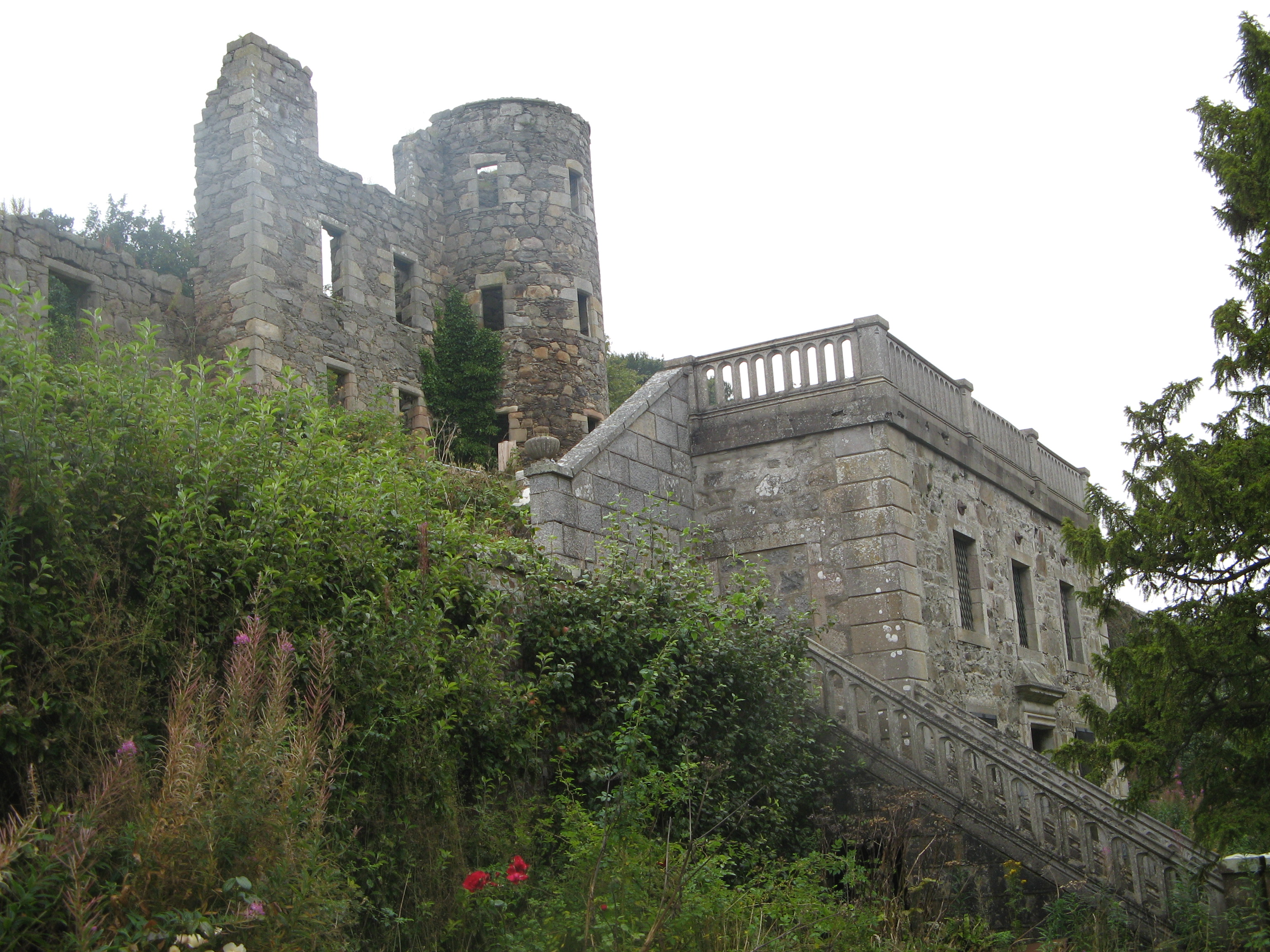
Ellon Castle (2015)

George John Robert Gordon entstammte dem auf Ellon Castle nördlich von Aberdeen ansässigen Zweig Gordon of Ellon des Clans Gordon. Er war der älteste Sohn des britischen Kavallerieoffiziers Alexander Gordon (1781–1873) und seiner Frau Albinia Elizabeth, geb. Cumberland. Sein Vater war ein außerehelicher Sohn von George Gordon, 3. Earl of Aberdeen. Die Autorin Eleanor Vere Boyle war eine jüngere Schwester; Charles George Gordon und George Hamilton-Gordon, 4. Earl of Aberdeen waren seine Cousins.
Von 1829 bis 1832 studierte George Gordon an der University of Edinburgh. 1832 kam er als Privatsekretär des britischen Gesandten am württembergischen Hof Sir Edward Disbrowe nach Stuttgart; 1833 trat er in den britischen diplomatischen Dienst. Er war Attaché in Frankfurt (1833), Stockholm (1834), und Rio de Janeiro (1837). 1842 ging er als Sondergesandter und erster britischer Diplomat nach dem Tod des Diktators Francia nach Paraguay und suchte dort den Kontakt zum neuen starken Mann Carlos Antonio López.
1843 wurde er als Legationssekretär wieder nach Stockholm entsandt und war dort 1850 Chargé d’affaires. Von 1854 bis 1858 war er „ausserordentlicher Gesandter und bevollmächtigter Minister“ bei der Schweizerischen Eidgenossenschaft in Bern. 1858/59 war er in gleicher Eigenschaft beim Königreich Hannover akkreditiert, und von 1859 bis 1871 für das Königreich Württemberg mit gleichzeitiger Akkreditierung für das Großherzogtum Baden in Stuttgart.
Am 2. Februar 1843 hatte er in der Gesandtschaftskapelle in Rio de Janeiro Rosa Justina Young (1817–1891) geheiratet, die Tochter eines britischen Kaufmanns. Das Paar hatte drei Kinder: Cosmo Frederick Maitland Gordon (*  30. Oktober 1843; † 24. Mai 1884 auf Malta), der Offizier in der Royal Navy wurde, Arthur John Lewis Gordon CMG (* 19. März 1847 in Stockholm; † 13. August 1919 in London), der zeitweilig als Kolonialbeamter bei Arthur Hamilton-Gordon, 1. Baron Stanmore auf Mauritius und Fidschi tätig war, seine Cousine Carolina Augusta Hamilton-Gordon (1856–1937) heiratete und Ellon erbte, und Albina Alicia Georgina (* 2. Oktober 1845 in Stockholm; † 1935), die 1867 in Stuttgart den österreichischen Offizier August Graf von Dillen-Spiering (1837–1907) heiratete, einen Enkel von Carl Ludwig Emanuel von Dillen auf Dätzingen.
Um 1859/60 lernte George Gordon jedoch in Stuttgart Emilie von Beulwitz (1841–1909) kennen, eine Tochter des Rottenburger Stadtrats und 48er Revolutionärs Hartmund von Beulwitz (1814–1871). Ab 1865 fest mit ihr liiert, wurde dem Paar am 4. Juni 1866 eine Tochter geboren. Ins Taufregister wurde sie zunächst als Tochter eines britischen Kapitäns John Smith Branka und Gordon als Taufpate eingetragen. Das zweite Kind, Robert, wurde am 27. Mai 1869 geboren, das dritte, Richard Wolf, am 10. Juni 1870. 1871 zog die Familie nach Schottland. George Gordon konvertierte zur katholischen Kirche und heiratete Emy von Beulwitz 1871 kirchlich in Manchester, nachdem ihm katholische Kirchenrechtler erklärt hatten, seine erste Ehe sei nach kanonischem Recht null und nichtig. Zugleich verließ er den diplomatischen Dienst. Im Jahr darauf wurde mit Louise Ignace Therese Julie Gordon das vierte Kind geboren. Als George Gordon 1873 nach dem Tod seines Vaters das Erbe als Laird of Ellon mit 11.648 Acres (über 4700 Hektar Land) antrat und mit Emy als seiner Frau nach Ellon zog, klagte seine erste, von ihm getrennt lebende, aber nie geschiedene Frau auf Feststellung des Weiterbestehens der Ehe und ihrer daraus resultierenden Ansprüche vor einem schottischen Gericht. Das Gericht gab ihr Recht. Der Fall erregte großes Aufsehen. Die finanziellen und administrativen Probleme von Ellon, die eine Geschichte Ellons von 1958 diskret mit family diffulties umschrieb, führten 1881 zu einer Eingabe der noch von seinem Vater eingesetzten Trustees beim britischen Parlament und zum Ellon Trust Estates Act, der Landverkauf zur Schuldentilgung ermöglichte.
George und Emy Gordon verließen daraufhin Großbritannien. Das Paar zog erst nach Brügge; ab 1884 lebten sie in Würzburg. Erst nach dem Tod von Rosa Justina gingen sie 1892 in Maastricht eine Zivilehe ein. Emy Gordon engagierte sich in zahlreichen wohltätigen Vereinen und verfasste diverse Publikationen, meist zu sozialen Themenbereichen. Sie war 1904 Gründerin des Katholischen Deutschen Frauenbundes im Bistum Würzburg.

## Piae Cantiones

Titelblatt der Erstausgabe der Piae Cantiones, Greifswald 1582 (Exemplar der Königlichen Bibliothek zu Stockholm)

Vor seiner Konversion zur römisch-katholischen Kirche stand Gordon der anglokatholischen Erneuerungsbewegung der Kirche von England nahe. In seiner Zeit in Stockholm schrieb er von 1847 bis 1853 regelmäßig Artikel für das Magazin The Ecclesiologist, in denen er das liturgische Leben und Kirchen der lutherischen Kirche von Schweden beschrieb und diese als vorbildlich für eine liturgische und spirituelle Erneuerung der anglikanischen Kirche darstellte.
Vermutlich in Stockholm erwarb Gordon ein Exemplar der Erstauflage der Liedsammlung Piae Cantiones von 1582. Zu den Vorbesitzern zählte der Komponist Pehr Frigel (1750–1842). 1853 stellte Gordon es John Mason Neale zur Verfügung. Dieser nutzte gemeinsam mit dem Komponisten Thomas Helmore Texte und Melodien daraus für zwei Publikationen von Weihnachts- und Osterliedern, darunter Of the Father’s Love Begotten und Good King Wenceslas, und begründete damit eine ganz eigene Wirkungsgeschichte der Sammlung in Großbritannien. Besonders die Weihnachtslieder bekamen schnell eine große Popularität und gelangten in viele englischsprachige Gesangbücher.
Der britische Musikwissenschaftler Eric Routley (1917–1982) erklärte ihn dafür 1959 in seinem Standardwerk The English Carol zu einem unserer herausragenderen nationalen Wohltäter.